# 巴爾法特
巴爾法特（西班牙語：Balfate），是洪都拉斯的城鎮，位於該國東部，由科隆省負責管轄，面積357.50平方公里，海拔高度897米，2001年人口10,582，人口密度每平方公里29.6人。
15°43′0″N 86°17′0″W / 15.71667°N 86.28333°W